# Rychlejší než smrt
Rychlejší než smrt (v anglickém originále The Quick and the Dead) je americký filmový western z roku 1995, který režíroval Sam Raimi. Scénář je dílem Simona Moorea, jako poradce se na něm podílel i Joss Whedon, který režisérovi pomohl s úpravou konce filmu.

## Děj
Do městečka Redemption na divokém západě přijíždí pistolnice Ellen, zvaná Dáma. Ta se zúčastní vyřazovací soutěže v souboji pistolemi o značnou částku peněz, jež poskytl John Herod, který město fakticky ovládá. Sama však prahne po pomstě, neboť Herod je zodpovědný za smrt jejího otce.

## Obsazení
| Sharon Stone      | Ellen („Dáma“, v originále The Lady) |
| Gene Hackman      | John Herod                           |
| Russell Crowe     | Cort                                 |
| Tobin Bell        | Dog Kelly                            |
| Roberts Blossom   | doktor Wallace                       |
| Kevin Conway      | Eugene Dred                          |
| Keith David       | seržant Clay Cantrell                |
| Lance Henriksen   | Ace Hanlon                           |
| Pat Hingle        | Horace                               |
| Olivia Burnette   | Katie                                |
| Mark Boone Junior | Jizva (v originále Scars)            |
| Fay Masterson     | Mattie Silková                       |
| Raynor Scheine    | Ratsy                                |
| Woody Strode      | Charlie Moonlight                    |
| Jerry Swindall    | slepý kluk                           |
| Gary Sinise       | šerif                                |
| Leonardo DiCaprio | Fee „Kid“ Herod                      |